# Stenasellus javanicus
Stenasellus javanicus là một loài chân đều trong họ Stenasellidae. Loài này được Magniez & Rahmadi miêu tả khoa học năm 2006.